# جمال الغيلان
جمال الغيلان (21 مارس 1973 -)، ممثل بحريني.

## أعماله
- حزاوي الدار - جزئين.
- سرور.
- تالي العمر.
- نيران.
- مدينة الأمان.
- بقايا رماد.
- اخوة الشر.
- عويشة.
- دمعة عمر.
- هدوء وعواصف.
- صور من الحياة.
- بلا رحمة.
- لعنة امراة.
- للحياة ثمن.
- برايحنا

## جوائز
- حصل الفيلم البحريني «خلكم بعيد» للفنان والمخرج البحريني جمال الغيلان على جائزة أفضل فيلم في مهرجان رأس الخيمة للفنون البصرية والتشكيلية في دورته الثالثة[2]

- يفوز بجائزة في قازان السينمائي عن فيلمه مكان خاص جداً[3]